# 田畑一也
田畑 一也（たばた かずや、1969年2月27日 - ）は、富山県高岡市出身の元プロ野球選手（投手）、コーチ。
プロ入り直前までは実家で大工として働いており、遊びでプロ球団の入団テストを受験したところ合格、入団したというプロ野球選手としては異色の経歴の持ち主。

## 経歴

### プロ入り前
高岡市西広上で、5人家族の末子として生まれる。両親はバレーボールやバスケットボールを嗜み、姉は陸上競技の五種競技、兄はバレーボール選手というスポーツ一家だったが、野球経験者はいなかった。少年時代から三角ベースの野球に夢中になっており、高岡市立二塚小学校、高岡市立芳野中学校を卒業した。中学時代には野手だったが、高校進学後に投手に転向した。
高岡第一高等学校では県内屈指の本格派として活躍。本人曰く「1学年上の部員の人数が少なく、1年生でも抜擢を受けやすい環境だったことが大きかった」といい、1年生の秋には捕手登録でベンチ入りし、2年生からは本格的に投手に転向。1986年の第58回選抜で活躍した新湊高に対しては、1985年秋の新チームとなってからは無敗を誇っていた。2年生だった1985年夏の富山大会では1回戦敗退を喫したが、秋の富山県大会で優勝、3年生になった翌1986年春の富山県大会・北信越大会でも準優勝し、夏の富山大会では春季県大会・北信越大会の覇者・高岡向陵高とともに大本命に挙げられたが、準決勝で高岡南高に逆転サヨナラ負けを喫し、甲子園は経験できなかった。
高校卒業後、地元の富山県の社会人野球チーム・北陸銀行に入団するも、2年目に椎間板ヘルニアを発症したほか、3年目には右肩を痛めそのまま退団。本人曰く、チームにはフィジカルトレーナーがおらず、トレーニングも自己流で行うしかなかったため、故障時のケアの仕方を知らなかったことが一因だという。退団後右肩を手術し、一度は自動車メーカー系の企業に再就職するも3ヶ月で退職。その後は家業である大工をしていた。2年ほど大工として働いていたところ、故障した体も回復してきたため、遊びで福岡ダイエーホークスの入団テストを受けたところ、「球速はないが、キレはある」という評価を得て、約200名の受験者の中で唯一合格した。翌年から正捕手となる吉永幸一郎がたまたま会場の雁ノ巣球場に来ており、田畑の投球を受け絶賛してくれるという幸運もあった。
1991年度ドラフト会議で、ダイエーから12球団最後の指名となる10位指名を受けて入団。同年でパ・リーグを退職するパンチョ伊東は最後のドラフト会議司会となったため、伊東が名前を読み上げた最後の選手となった。田畑の所属先は「元北陸銀行」ではなく、家業の「田畑建工」だったが、「ご両親が喜ぶだろう」という担当スカウト・池之上格の計らいだった。

### プロ入り後
1992年、1年目は一軍では登板がなく、二軍でもわずか7イニングのみの登板に終わる。監督の田淵幸一がチームの成績不振を理由に解任され、新監督に根本陸夫が就任した直後の秋季キャンプでは全日程紅白戦が行われ、投げた全試合を0点に抑えた。
1993年、当初二軍（ウエスタン・リーグ）の開幕投手を務めることが決まっていたが、平和台球場での練習中に頭に打球が直撃し、大事を取って開幕投手は回避され、代わりに開幕一軍だった宮田正直が急遽ファームの開幕投手となるため二軍落ちし、入れ替わりで初の開幕一軍ベンチ入りとなった。6月13日にプロ初勝利を挙げたが、富山県出身のプロ野球選手としては、河文雄以来42年ぶりの勝利だった。
1995年オフに柳田聖人・河野亮との2対2の交換トレードで、佐藤真一と共にヤクルトスワローズへ移籍。
1996年は開幕時先発ローテーション入りしたものの、移籍後初勝利となる1勝を挙げた後に4連敗を喫し、野村克也監督に中継ぎ降格、サイドスロー転向を命じられた。憤った田畑はフォームを変えずに次の試合で好投し、試合後野村に呼び出され「お前に足りないのは、今日みたいな“なにくそ”という闘志。忘れるな」という言葉を掛けられ、ダイエー時代に活躍できずに燻っていた自分に再び闘争心が宿っていることを自覚したという。以後は先発で活躍し、シーズンで177イニングを投げて12勝12敗と自己最高の成績を収め、監督推薦でオールスターゲームにも出場。地元・富山の富山市民球場アルペンスタジアムで開催された第3戦では3番手で登板して1回無失点・1奪三振の投球を見せ、登板時にはスタンドからは田畑コールとウェーブが起こるなど、大いに沸いた。
1997年は15勝5敗で、リーグ優勝に大きく貢献し、古田敦也と最優秀バッテリー賞を受賞した。ドラフト最下位指名で、ダイエー時代は通算2勝しか挙げていない田畑が最多勝を争う活躍を見せるまでになったことで、「野村再生工場の最高傑作」と呼ばれた。
1998年に右肩の故障が再発し、以降の成績は低迷した。
2000年に衣川幸夫・代田建紀との1対2の交換トレードで大阪近鉄バファローズへ移籍した。
2001年6月22日、三澤興一・玉峰伸典との2対2の交換トレードで真木将樹と共に読売ジャイアンツ（巨人）へ移籍した。巨人では主にリリーフで活躍した。
2002年、肩の痛みは限界に達し、8月に現役引退を決意。引退を受け、地元・富山県の県紙『北日本新聞』には社説が掲載された。9月14日、読売ジャイアンツ球場で開催された巨人対ヤクルトの二軍（イースタン・リーグ）公式戦でラスト登板（事実上の引退試合）。ヤクルトでチームメイトだった池山隆寛と最後に対戦した。9年間の通算成績は166試合登板、37勝36敗1セーブ、防御率4.14。

### 現役引退後
引退後も巨人に残り、球団スコアラーを9年務めた。
2011年11月4日、巨人の二軍投手コーチに就任した。
2012年11月17日、練習中に田中太一の投げた球が顔に直撃し、右頬骨を骨折する怪我を負った。
2014年から一軍投手コーチを務めていた。
2016年から再び二軍投手コーチを務めることになった。
2017年からは一軍投手コーチへ復帰となったが、7月15日より運営部戦略室スコアラーに配置転換された。
同年限りで巨人を退団し、10月24日、古巣のヤクルトに投手コーチとして復帰することが発表された。
2019年、739失点、チーム防御率4.78とリーグワースト、順位も最下位に低迷し、9月29日に退団が発表された。
2019年11月1日、ベースボール・チャレンジ・リーグ（ルートインBCリーグ）の富山GRNサンダーバーズで、2020年シーズンより監督に就任することが発表された。地元・富山出身の監督は、進藤達哉以来2人目となる。
2020年に恩師の野村克也が死去した際には、「野村監督との出会いがなければ間違いなく、今の私は存在しません。本当にありがとうございました。ゆっくりと休んでください」とコメントした。
2020年の富山は地区優勝は逃したものの、地区チャンピオンシップでの得失点差からワイルドカードとしてリーグチャンピオンシップに進出した（準決勝敗退）。シーズン終了後の11月25日に退任が発表された。
2021年より、社会人野球に新規参入するテイ・エス テック硬式野球部の投手コーチに就任した。
2023年からは立花義家、内藤重人と共にKBOリーグの三星ライオンズのコーチに就任した。
2024年から富山県南砺市に新設されるAOIKE高等学校のサポート校に創設される野球部の監督に就任する。

## 選手としての特徴・人物
140km/h台の直球に加え、縦に大きく変化するカーブが武器の右腕。
愛称は「バッサン」。

## 詳細情報

### 年度別投手成績
| 年 度     | 球 団     | 登 板 | 先 発 | 完 投 | 完 封 | 無 四 球 | 勝 利 | 敗 戦 | セ 丨 ブ | ホ 丨 ル ド | 勝 率 | 打 者 | 投 球 回 | 被 安 打 | 被 本 塁 打 | 与 四 球 | 敬 遠 | 与 死 球 | 奪 三 振 | 暴 投 | ボ 丨 ク | 失 点 | 自 責 点 | 防 御 率 | W H I P |
| --------- | --------- | ----- | ----- | ----- | ----- | -------- | ----- | ----- | -------- | ----------- | ----- | ----- | -------- | -------- | ----------- | -------- | ----- | -------- | -------- | ----- | -------- | ----- | -------- | -------- | ------- |
| 1993      | ダイエー  | 13    | 2     | 0     | 0     | 0        | 1     | 0     | 0        | --          | 1.000 | 133   | 31.1     | 28       | 7           | 14       | 0     | 0        | 23       | 3     | 0        | 15    | 15       | 4.31     | 1.34    |
| 1994      | ダイエー  | 16    | 0     | 0     | 0     | 0        | 0     | 1     | 0        | --          | .000  | 144   | 31.1     | 39       | 5           | 9        | 0     | 2        | 30       | 3     | 0        | 22    | 18       | 5.17     | 1.53    |
| 1995      | ダイエー  | 14    | 0     | 0     | 0     | 0        | 1     | 1     | 0        | --          | .500  | 98    | 22.0     | 25       | 2           | 6        | 0     | 1        | 20       | 1     | 0        | 13    | 10       | 4.09     | 1.41    |
| 1996      | ヤクルト  | 33    | 25    | 4     | 2     | 1        | 12    | 12    | 1        | --          | .500  | 736   | 177.0    | 154      | 22          | 60       | 5     | 4        | 109      | 5     | 0        | 72    | 69       | 3.51     | 1.21    |
| 1997      | ヤクルト  | 26    | 25    | 5     | 3     | 1        | 15    | 5     | 0        | --          | .750  | 696   | 170.1    | 160      | 15          | 43       | 1     | 4        | 83       | 1     | 0        | 58    | 56       | 2.96     | 1.19    |
| 1998      | ヤクルト  | 12    | 12    | 1     | 0     | 0        | 3     | 7     | 0        | --          | .300  | 291   | 64.0     | 76       | 14          | 27       | 0     | 0        | 39       | 0     | 0        | 44    | 40       | 5.63     | 1.61    |
| 1999      | ヤクルト  | 13    | 9     | 1     | 1     | 1        | 1     | 5     | 0        | --          | .167  | 237   | 51.1     | 60       | 7           | 28       | 0     | 0        | 28       | 0     | 0        | 35    | 30       | 5.26     | 1.71    |
| 2000      | 近鉄      | 10    | 10    | 0     | 0     | 0        | 3     | 4     | 0        | --          | .429  | 258   | 53.0     | 67       | 11          | 30       | 0     | 3        | 27       | 2     | 0        | 42    | 40       | 6.79     | 1.83    |
| 2001      | 巨人      | 29    | 1     | 0     | 0     | 0        | 1     | 1     | 0        | --          | .500  | 132   | 32.0     | 34       | 4           | 8        | 0     | 0        | 17       | 1     | 1        | 14    | 13       | 3.66     | 1.31    |
| 通算：9年 | 通算：9年 | 166   | 84    | 11    | 6     | 3        | 37    | 36    | 1        | --          | .507  | 2725  | 632.1    | 643      | 87          | 225      | 6     | 14       | 376      | 16    | 1        | 315   | 291      | 4.14     | 1.37    |

- 各年度の太字はリーグ最高

### 表彰
- 月間MVP：1回（投手部門：1997年6月）
- 最優秀バッテリー賞：1回（1997年 捕手：古田敦也）

### 記録
初記録
- 初登板：1993年4月11日、対西武ライオンズ2回戦（西武ライオンズ球場）、5回裏一死に3番手で救援登板、1回2/3無失点
- 初奪三振：1993年5月18日、対西武ライオンズ6回戦（西武ライオンズ球場）、7回裏に安部理から空振り三振
- 初先発登板・初勝利・初先発勝利：1993年6月13日、対千葉ロッテマリーンズ11回戦（福岡ドーム）、6回2/3を2失点
- 初完投勝利・初完封勝利：1996年6月22日、対中日ドラゴンズ12回戦（札幌市円山球場）
- 初セーブ：1996年8月24日、対読売ジャイアンツ21回戦（明治神宮野球場）、8回表一死に2番手で救援登板・完了、1回2/3無失点

その他の記録
- オールスターゲーム出場：2回（1996年、1997年）

### 背番号
- 69（1992年 - 1994年）
- 35（1995年）
- 39（1996年 - 2001年途中、2020年）
- 22（2001年途中 - 2002年）
- 97（2012年 - 2013年）
- 76（2014年 - 2015年）
- 71（2016年）
- 83（2017年）
- 89（2018年 - 2019年）
- 91（2023年 - 2024年）